# 圖爾戰役
圖爾戰役又稱普瓦捷戰役（阿拉伯语：‎）亦有人稱之為幹道殉道者之戰（阿拉伯语：‎，羅馬化：Ma'arakat Balāṭ ash-Shuhadā'）發生於732年10月10日，在法國的普瓦捷附近，接近阿基坦邊界。法兰克人宮相查理·馬特在此戰役率領法蘭克人和勃艮第人對抗由阿卜杜勒·拉赫曼率領的倭馬亞王朝的阿拉伯军队。結果法蘭克人獲勝，阿卜杜勒·拉赫曼被殺，查理·馬特之南方領土得以大幅擴張。由於查理於作戰英勇，9世紀的編年史家給予查理·馬特「鐵錘」的美名（原文：Martellus）。此戰的詳細資料眾說紛紜，包括精確的地點和戰士人數（從生還者數目去判斷，雖然已確定法蘭克軍隊並沒有派騎兵出戰）。
因為後來編年者把查理·馬特歌頌為基督教的戰士，20世紀前的歷史學家開始把這戰役刻畫成基督教和伊斯兰教爭鬥的決定性轉捩點──保存基督教在歐洲領導地位的爭鬥。

## 背景
很多歷史學家認為圖爾戰役是伊斯蘭勢力入侵伊比利亞半島中最重要的一次。因為此為穆斯林勢力席捲伊比利亞後吃的第一場敗仗，重挫穆斯林銳氣，使伊斯蘭教在歐洲的傳播大幅減慢；倭馬亞王朝被法蘭克人全然擊潰，為其孫查理大帝的帝國奠下堅實的基礎。
在圖爾戰役前，倭馬亞王朝已持續侵略法蘭克人21年。由711年侵略伊比利亞半島的西哥特人基督教王國起，至高盧的法蘭克人領土，連羅馬帝國故有省分領土也不放過。倭馬亞王朝開展過的戰役北至阿基坦和勃艮第，包括在波爾多的連串戰役。部分歷史學家認為查理·馬特阻止穆斯林從伊比利亞半島開始的北征，在穆斯林橫掃昔日羅馬帝國和波斯帝國的殘餘時保留歐洲僅存的微弱基督教勢力。

## 經過

### 預備
从各方面来看，侵略军被认为完全没有警觉到一支强大的迎擊部隊正在靠近，他们没有做好在图尔受到反击的作战准备。查理的奇袭如他预想般进行着，他很快就会布置好防御性方阵开战。阿拉伯史料记载，法兰克人布置了巨大的方阵，利用树木和向上的斜坡阻挡骑兵的冲击。
接下来的七天，交战双方利用小规模冲突试探对方。倭马亚軍等待着全部军力的到来，但是，虽然大部队来了，倭马亚人依然很不安。尽管阿卜杜勒·拉赫曼是一位非常优秀将领，他还是给查理足够的时间整齐人员而且选择了战斗地点。进一步说，倭马亚人并不清楚他们面对着多少敌人，查理利用森林伪装了自己的实力，让他的部队显得格外庞大。而且这也给了查理充足的时间让经验丰富的步兵从帝国的前哨战赶到图尔。这些步兵是查理胜利的希望，他们经验丰富，而且坚守奋战，其中大多数都随查理征战多年，有一些从717年就在查理身边。此外，临时征召的民兵也来到了图尔，虽然民兵部隊除了收集食物和骚扰穆斯林外没有任何戰略价值。
与他的精锐部队不同，查理并不认为民兵在对抗穆斯林骑兵有什么作用。查理把全部都赌在阿卜杜勒·拉赫曼最终会被迫开战。他们双方都不希望进攻，但是阿卜杜勒·拉赫曼掠夺图尔的使命在身，他不得不前往图尔，必须穿过面前法兰西大军驻扎的山丘。查理的决定被证明是正确的。倭马亚大军被迫冲上山坡，对抗山的高度和森林，骑兵的优势荡然无存。从图卢兹起，查理为这次战争已经准备了十年了。他很清楚如果他失败了，没有任何一股基督势力还能守卫西方基督教。
法兰克人生於北方，久歷寒冬，用狼皮或熊皮外套御寒，同时他们也拥有地形优势。但是阿拉伯人没有准备好对付即将到来的北欧寒冬，尽管他们有法兰克人所没有的帐篷，阿拉伯人依然不敢轻举妄动，他们相信法兰克人在部队数量上有绝对优势。实际上，倭马亚想把法兰克人引诱到空旷地带，然而法兰克人组成了紧紧的防御阵，希望阿拉伯人会攻上山，来到树林中减少骑兵的优势。定力游戏的结果明顯是查理赢了。战斗在第七天打响，因为寒冬逼近，阿卜杜勒·拉赫曼不想再拖延下去了。

### 交戰

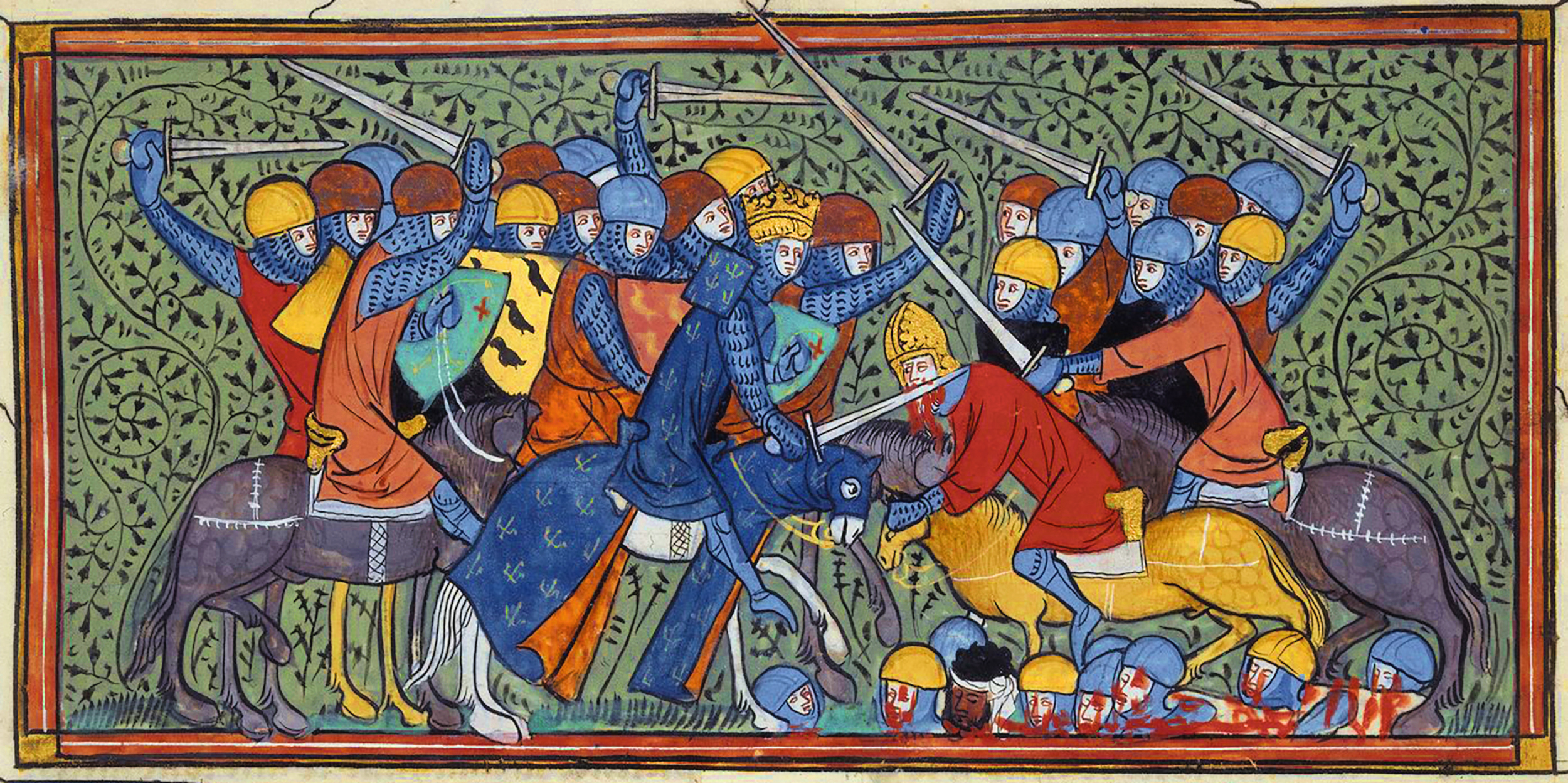
《法蘭西編年史》（Grandes Chroniques de France）中的查理·馬特

阿卜杜勒·拉赫曼相信他的骑兵在战术上的优势，并且让他们不停的冲击敌军。倭马亚的骑兵装备了騎矛和剑，这支部队在过去的战役中一直为他们带来胜利，而这一次，倭马亚人的自信将被粉碎。
这是一次中世纪步兵抵挡骑兵的实例，训练有素的法兰克士兵抵挡住了骑兵的袭击。阿拉伯文献记载，阿拉伯骑兵多次衝入法兰克人的長槍方阵中。“穆斯林骑士频繁而凶猛的冲击这法兰克人阵中。法兰克人顽强的承受住了进攻，但也有不少伤亡。”
尽管如此，法兰克方阵没有被打破。查理多年的训练起到了成效。他训练有素的士兵完成了不可能的任务，挡住了倭马亚重骑兵的冲击。Paul Davis认为查理军队的核心即是训练有素的步兵，他们有很强的纪律性和积极性。“伴随查理征战全欧洲的步兵”是查理用来瓦解敌军的利器。公元754年的《The Mozarabic Chronicle》提到：
|  | 在令人颤抖的战斗中，北方的战士如大海一般无法被撼动。他们坚定的站着，一个贴着另一个，形成如冰块般堡垒。呼啸中，他们的宝剑砍到阿拉伯人。法蘭克王国的人民使用他们能得到的一切挡在面前，围绕一圈，守护着统帅。他们不知疲倦地将宝剑挥向敌人的胸膛。 |

### 战争转折点
突破到方阵内部的倭马亚部队想要杀死查理，但是查理的军队围护着他，倭马亚人无法突破。关于他们从波尔多带来的战利品已经被法兰克人找到的谣言传开时，战事变得非常不稳定。一些倭马亚军队立刻脱离战场，回到营地检查战利品。根据穆斯林关于这次战役的记载，战斗的中期，第二天，查理的侦察兵突袭了营地和军队补给线。
查理派遣侦察兵到倭马亚的营地制造混乱，而且尽可能多得释放奴隶，希望让倭马亚撤回一些士兵。战术非常成功，很多倭马亚骑兵回到了营地。对于剩下的穆斯林士兵来说，这变成了一次全面撤退。西方和穆斯林历史都同意，阿卜杜勒·拉赫曼在阻止撤退的时候，被敌军包围，并且阵亡。剩下的倭马亚军队一同顽强而艰难的回到了营地。“战士们在敌人面前逃走了，”阿拉伯文献直接了当的说，“很多人在战斗中丧生了。”查理重新调整方阵，原地休息一晚，等待第二天黎明的战斗。

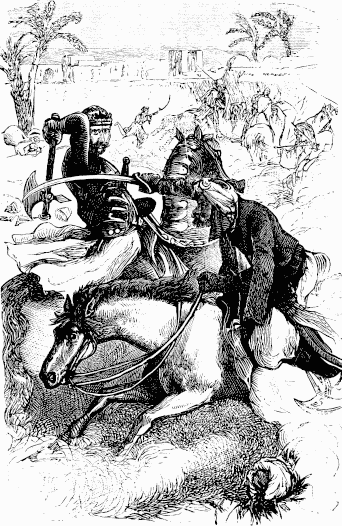
19世紀描述西歐騎士和阿拉伯人作戰的圖畫

### 接下来几天
后来几天，倭马亚人没有再次进攻。起初，查理担心这是阿拉伯人为了引诱他们下山，到开阔地带交战的陷阱。他知道一定要不惜一切避免这种事情的发生，随即命令全军保持阵型。查理的侦察兵充分侦查过倭马亚人营地，发现倭马亚人放弃了帐篷，并且全军带着只要能带走的战利品返回利比亚。法兰克人发现穆斯林从那晚以后撤军了。
双方的部队配比完全不同，法兰克人大多为步兵，对抗装备了铠甲和锁子甲的柏柏尔骑兵，查理打了一场漂亮的防守战。在一个他选择的时间，他选择的地方，面对远强于自己的对手，查理击溃了对方。

## 結果
由於阿拉伯人的撤退，這場勝利使法蘭克王國只需注意東方德意志地區的領主，心無旁鶩，往後法蘭克王國百年霸業得以鞏固；此外，查理的勝利亦令伊比利亞北部的基督勢力暫有安身立命的立錐之地，繼續收復失地運動，直到阿拉貢-卡斯提爾聯合王國於1492年攻陷格拉納達為止。

## 學術爭議

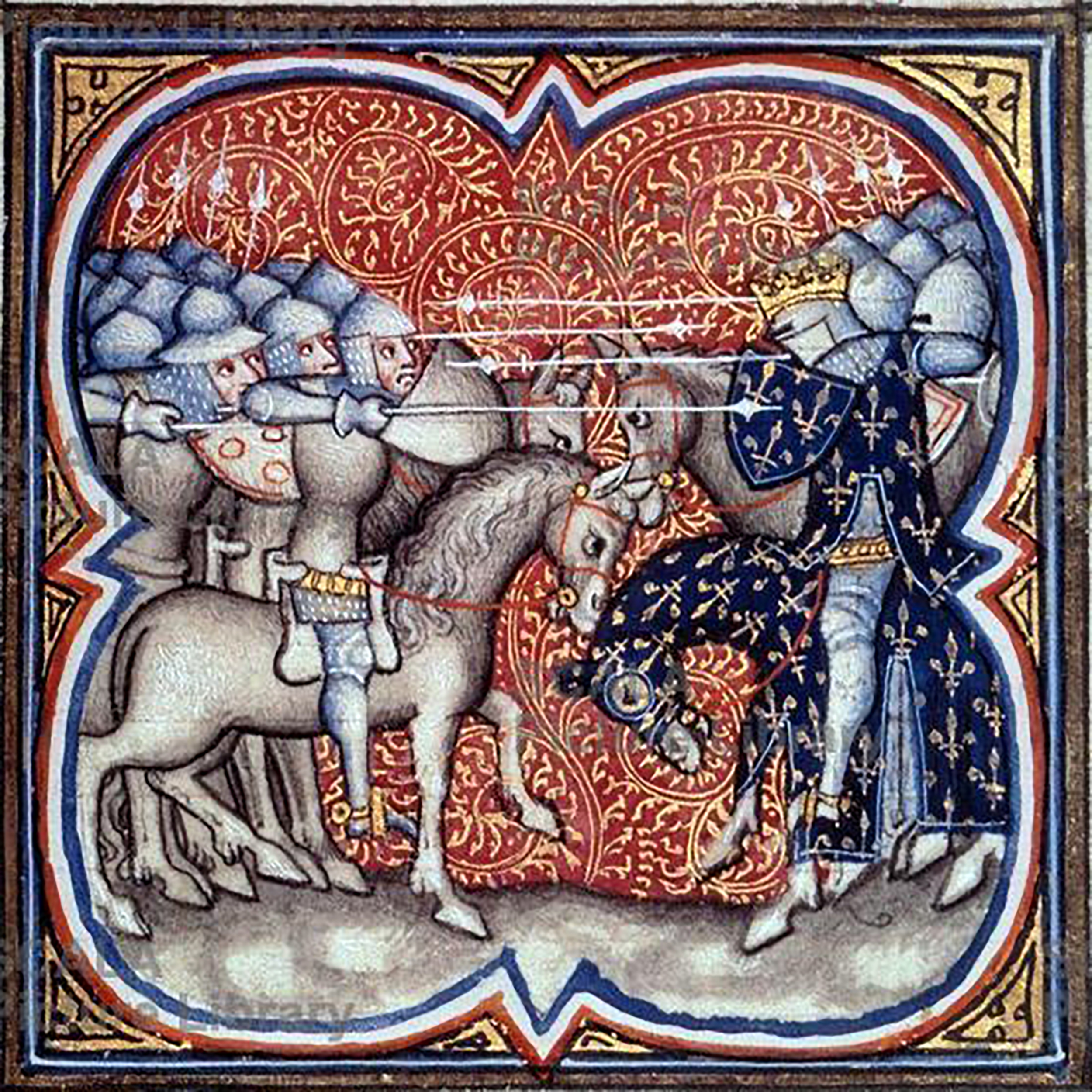
《法蘭西編年史》（Grandes Chroniques de France）中對這場戰役的描述

### 历史上关于这次战争的宏观看法
戰後至今，对于这场历史的看法分为三种。从公元754年的阿拉伯编年史开始，西方历史学家强调这场战役的宏观影响，如《the Continuations of Fredegar》所述。著名历史学者愛德華·吉朋认为图尔战争毫无疑问是世界历史中决定性的历史事件，亦认为當時查理拯救了基督教。
现代历史学家关于这个话题分为两个阵营。第一阵营同意吉朋的看法，而另一阵营的历史学家认为，图尔战役的功过被夸大了，无论是侵略军的规模，还是仅凭这场战役就阻止了伊斯兰的扩张。对第一阵营来说，宏观上认为这场战役非常关键的历史学家都微妙倾向认为这场战役本身非常重要，甚至超过吉朋华丽而戏剧性的描写。这一学派的代表人物即是William E. Watson，他从军事，文化及政治多方面分析了这场战役，肯定图尔战役对世界历史的影响力，而不只是一次典型的穆斯林和基督徒的之间的战争。
在东方，阿拉伯历史也有类似的看法。起初，这场战役被认为是一次灾难性的失利，可是它在阿拉伯历史中的地位又受到质疑。因为有的现代历史学家把这次失败当做第二次围攻康斯坦丁堡的一次次要战败，有的认为它是导致第一哈里发衰落一系列重要事件中的其中一个。其实，很多穆斯林学者认为伊斯兰圣战国家扩张中很难保持稳定。由于拜占庭和法兰克人都成功的阻击了更进一步的扩张，内部的矛盾接踵而来，由公元740年伟大柏柏尔人革命（the Great Berber Revolt）开始，後倭马亚王朝日薄西山。

### 当今关于图尔战役客观影响的争议
一些现代学者认为，图尔战役并没有对历史造成巨大的影响，但是也有人主张，查理的胜利对欧洲甚至是世界都非常重要。
为了支持图尔战役是一个改变世界的事件，史學家假設，假如法兰克人兵败图尔战争，墨洛温王朝可能一事无成，後來威震八方的查理大帝更不會出現，所以这次战役的胜利对法兰克人非常重要。另外，穆斯林文学和穆斯林成功的扩张政策也通过这次战役影响着中世纪的法兰克人。
维多利亚时期的作家John Henry Haaren在《Famous Men of the Middle Age》中写道，“图尔战役是世界历史上一场决定性的战役。这场战争选择了基督徒而不是穆斯林教徒来统治欧洲。”Bernard Grun在他2004年所著的《Timetables of History》中传达了他的评价，“公元732年，查理在图尔战争对抗阿拉伯人取得胜利，并在西进的高潮阻击了阿拉伯人。”
历史学家兼人类学家Michael Grant将图尔战争划分在了罗马时期。在哥伦比亚大学和纽约大学执教的，中世纪历史学家Norman Cantor在1993年说到，“虽然阿拉伯人的确彻底扩张了他们的势力，但是从没征服过法国，在公元732年图尔战争的失败，阻止了他们向北方的进攻。”
军事历史学家认为图尔是“历史上最重要的决定性战役之一”。历史学家Hugh Kennedy补充“图尔战役对查理·馬特政权和加洛林王朝的建立有着重要的影响。而且，这场战役对穆斯林西班牙有着深远的影响，它标志着掠夺式经济的终结”。
军事历史学家Paul Davis在1999年表达自己的看法，“假如穆斯林在图尔获胜，很难想象欧洲还有什么人可以阻止他们。”
Antonio Santosuosso关于查理、图尔战役和后来公元736年到737年与阿卜杜勒·拉赫曼之子的对抗给出了一个有趣现代看法。Santosuosso提出了一个令人信服的理由，后来穆斯林与西方基督教和修道院的对抗中若干次的战败和图尔有着同样意义的影响力，欧洲正是以这些修道院为中心走出了中世纪，继续向前发展。在学习过阿拉伯中世纪历史之后，他还指出哈里发后来派出的部队，不只是为了复仇图尔战役，更是重新征战基督教控制的欧洲，将其纳入哈里发的势力之中。
另一部分历史学家反对将图尔战役当做历史性变革。Alessandro Barbero写道，“今天，历史学家们傾向於将图尔战役降下神坛，必须指出的是，图尔战役的阿拉伯部队的目标并不是征服法兰克人，而是掠夺當地修道院的财宝。”
黎巴嫩基督教历史学家Phillip Hitti相信，“实际上，图尔战争没有改变任何事情。穆斯林的进攻已经从直布罗陀跨越千里，在al-Qayrawan的基地很自然的到达了它的极限。”
反方观点在Franco Cardini的《Europe and Islam》中得到很好诠释：
|  | 必须冷静面对图尔战役，它并不对每个人都非常关键。这场交战的神话被留存至今，甚至比任何事物都都难以被磨灭。修道院的宣传和罗马给予的荣耀让这场战役为人所熟知。 |

在Robert Cowley和Geoffrey Parker所著《战争历史》中的读者指南中总结到，现代关于图尔战役的看法，一边认为“战争历史的研究在近几年发生了激烈的变革，过时的研究方法已经再适用。经济，后勤，情报工作以及技术的影响都应该受到关注，而不只是战役，局部战斗或伤亡。比起上一代研究，战术和运营都被赋予新的意义。变革的意识和新的研究成果改变着一些过去显而易见观点。比如，Edward Shepherd Creasy在1851年的著作《The Fifteen Decisive Battles of World》中的不少战役都不应该被列入这本书。公元732年，穆斯林和基督徒在图尔的战斗，曾经被战争的转折点，而现在被降格到战役中一个小小的冲突。”

## 總結
一些现代历史学家和其他领域的作家都同意Watson，并且继续完善把图尔战役当做一场关键战役的理论。宗教学教授Huston Smith在《The World's Religions: Our Great Wisdom Traditions》中提到，“要不是穆斯林732年图尔战争对抗Charles Martel的失利，今天全部西方世界都属于穆斯林。”历史学家Robert Rayne在《伊斯兰历史》第142页写道，“穆斯林势力越来越大，穆斯林的扩张直指欧洲的门户。但是伊斯兰的扩张连同他们的命运停止在图尔和普瓦捷之间的小路上。”
很受欢迎的保守军事历史学家Victor Davis Hanson表述了他的观点：
|  | 虽然没有文献证明，但是最近学者认为图尔战役只是一次小规模冲突，一个被夸张的西方神话。可能一次穆斯林的胜利会更有益于法兰克统治的延续。但是很清楚的是，图尔战役成功的守护了欧洲（以穆斯林的角度），并使之延续。经过图尔战役的洗礼，后来的几十年，查理走上了解放法国南部之路，被统一的敌对王国后来成为加洛林帝国的基石，累计财富，组建一支训练有素，可靠并且不可阻挡的部队。 |

另一位现代历史学家Paul Davis在两个观点中保持中立，他认为：“查理是否拯救了欧洲，对基督教来说存在着很多争议。然而可以确认的是，这场胜利一定将法兰克人对高卢的统治延长了一个多世纪。

## 註解
1. 1 2  tom oberhofer. . Home.eckerd.edu.   [2012-10-04]. （原始内容存档于2017-02-02）.
2. ↑  BALAT AL-SHUHADA BATTLE , IN ISLAMIC AND EUROPIAN HISTORY , by DR. ABD Al-FATTAH MUQALLID AL-GHUNAYMI, published in Alam Alkotob, Cairo, Egypt. "First Edition". Page 14-128
3. ↑  BALAT AL-SHUHADA , LED BY ABD AR-RAHMAN AL-GHAFIQI , by DR. SHAWQI ABU KHALIL, published in Dar Al-Fekr, Demashq, Syria, and Dar Al-Fekr Al-Mo-aser, Beirut, Lebanon. "Third Edition". Page 25
4. ↑  ANDALUSIAN HISTORY , FROM THE ISLAMIC CONQUEST TILL THE FALL OF GRANADA 92-897 A.H.(711-1492 C.E.), by DR. ABD AR-RAHMAN ALI AL-HAJJI , A PROFESSOR OF THE ISLAMIC HISTORY AT BAGHDAD UNIVERSITY, published in Dar Al-Qalam, in Demashq, and in Beirut. "Second Edition". Page: 196
5. ↑  THE DAWN OF AL-ANDALUS , by DR. HUSSAIN MONES, A Study of the history of Muslim spain from the Arab conquest in 711 C.E. till the rise of the Umayyad Emirate of Cordova in 756 C.E., published in Dar Al-Manahel and Al-Asr Al-Hadith, Beirut, Lebanon."First Edition". Page:216
6. ↑  BALAT AL-SHUHADA BATTLE , IN ISLAMIC AND EUROPIAN HISTORY , by DR. ABD Al-FATTAH MUQALLID AL-GHUNAYMI, published in Alam Alkotob, Cairo, Egypt. "First Edition". Page: 128
7. 1 2  Cirier, Aude; 50Minutes.fr. . 50 Minutes. 2014-07-14: 6–7  [2022-09-09]. ISBN 9782806254290. （原始内容存档于2022-09-23） （法语）.
8. ↑  Henri Pérès, "Balāṭ al-S̲h̲uhadāʾ", in Encyclopaedia of Islam, Second Edition, edited by P. Bearman, T. Bianquis, C. E. Bosworth, E. van Donzel, W. P. Heinrichs (Leiden: Brill, 1967), vol. 1, 988–89. Balāṭ, from Latin platea, means pavement, as in a paved court or road.
9. ↑  Henry Coppée writes, "The same name (see ante) was given to the battle of Toulouse and is applied to many other fields on which the Moslemah were defeated: they were always martyrs for the faith" (Coppée, 1881/2002, p. 13.)
10. ↑  Oman, 1960, p. 167.
11. ↑  Bachrach, 2001, p. 276.
12. ↑  Fouracre, 2002, p. 87 citing the Vita Eucherii, ed. W. Levison, Monumenta Germaniæ Historica, Scriptores Rerum Merovingicarum VII, pp. 46–53, ch. 8, pp. 49–50; Gesta Episcoporum Autissiodorensium, extracts ed. G. Waitz, Monumenta Germaniae Historica, Scriptores XIII, pp. 394–400, ch. 27, p. 394.
13. ↑  Schoenfeld, 2001, p. 366.
14. ↑  "There were no further Muslim invasions of Frankish territory, and Charles's victory has often been regarded as decisive for world history, since it preserved western Europe from Muslim conquest and Islamization." .   [2012-10-04]. （原始内容存档于2008-08-27）.
15. ↑  Barbero, Alessandro (2004). Charlemagne: Father of a Continent. p. 10. University of California Press. ISBN 0-520-23943-1